# Adirondack Thunder
Az Adirondack Thunder egy amerikai jégkorongcsapat az New York állambeli Glens Falls-ból. A franchise-ot 1990-ben alapították Cincinnati Cyclones néven az ECHL-ben, a 2015-16-os szezontól kezdve játszik a jelenlegi nevén, azon belül a bajnokság keleti főcsoportjának az északi divíziójában. A klub a 4 794 férőhelyes Cross Insurance Arenában játszik. A csapat partnerszerződésben áll a National Hockey League-ben szereplő New Jersey Devils-zel, illetve az American Hockey League-ben szereplő Utica Comets-cel.

## Története
A franchise-ot 1990-ben alapították Cincinnati Cyclones néven.

### Franchise története
- 1990–1992: Cincinnati Cyclones
- 1992–2001: Birmingham Bulls
- 2001–2005: Atlantic City Boardwalk Bullies
- 2005–2015: Stockton Thunder
- 2018–napjainkig: Adirondack Thunder

## Helyezések
A csapat eddig legjobb eredménye a rájátszásban a harmadik fordulóig való jutás volt a 2017-18-as szezonban, amikor a Florida Everblades győzte le 1-4-es arányban.